# Allodia ruficauda
Allodia ruficauda är en tvåvingeart som först beskrevs av Wulp 1874.  Allodia ruficauda ingår i släktet Allodia och familjen svampmyggor. Inga underarter finns listade i Catalogue of Life.